# Rhinolophus rufus
Rhinolophus rufus — вид рукокрилих родини Підковикові (Rhinolophidae).

## Поширення
Країни проживання: Філіппіни. Записаний від рівня моря до 350 м над рівнем моря в первинних та вторинних зрілих лісах, або поряд з печерами.

## Загрози та охорона
Ймовірно, залежить від печер низовини, більшість з яких були сильно порушені. Зустрічається в багатьох охоронних територіях.